# The Void’s Last Stand
The Void’s Last Stand ist eine deutsche Progressive-Rock-Band aus Aachen. 2007 gründeten Jonas Wingens, Ray Dratwa und Geoffrey Blaeske die Band. Wingens und Blaeske spielten bereits zuvor in der experimentellen Pop-Band the void. Rachid Touzani stieß im Frühjahr 2009 zur Band. Im Sommer 2009 nahmen die vier ihr erstes Album A Sun by Rising Set auf. Seit November 2009 ist die Band bei dem Label Long Hair Music unter Vertrag. Ihr erstes Album erschien dort im Dezember 2009. Das zweite Album Rakash folgte am 8. November 2011 und wurde zum Tipp des Monats Dezember auf den Babyblauen Seiten ernannt.

## Stil
Musikalisch greift die Band den Progressive Rock der 1970er Jahre bis heute auf. Die zwei Stücke ihres Debütalbums überschreiten jeweils die 20-Minuten-Marke. Besonders charakteristisch für den Klang der Band sind der avantgardistische, abwechslungsreiche Gesang sowie rasante Stil-, Tempo- und Metrenwechsel.

## Rezeption
Der Sound der Band wird oft mit The Mars Volta, Frank Zappa, Nektar, Ruins, Van der Graaf Generator, Sleepytime Gorilla Museum oder Captain Beefheart verglichen. Im Musikmagazin eclipsed war zu lesen:

„[…] zwei jeweils 25-minütige Kompositionen, die, meist in Atem beraubendem Tempo, so ziemlich alles verwursten, was es in den letzten vierzig Jahren an extravagantem Prog gegeben hat: vertrackte, schräge Gitarren à la Cpt. Beefheart, hypnotisch repetierende 5er- und 7er Rhythmen mit wummernden Bässen, die an Magma denken lassen, und das eine oder andere jazzige verzwirbelte Canterbury-Riff. Das war alles schon mal da gewesen. Aber erstens nicht in dieser geballten, hochkonzentrierten Form und zweitens nicht mit dieser aufreizenden Darkwave-Attitüde, die vor allem dem Delirium-Gesang zu verdanken ist, bei dem man mit geschlossenen Augen Pere Ubus David Thomas vor sich zu sehen glaubt.“

Des Weiteren urteilte das Musikmagazin Progressive Newsletter über den Gesang:

„Dem Mann gelingt es zeitweilig, wie eine Mischung aus David Byrne, Jeffrey Lee Pierce, Devo seeligen Angedenkens, aus einer Ziegenherde, einem verendenden Damo Suzuki sowie einem verkühlten Muezzin zu klingen: alles in einer Sangespassage wohlgemerkt.“

Während das Musikmagazin Rock It! zur CD anmerkte:

„An diesem kantigen Klotz Musik werden sich die Geister scheiden. […] Wer allerdings selbst Frank Zappas schwierige Platten gut hören kann, sollte ein Ohr riskieren.“

## Live
Ihre A Sun by Rising Set-Tour beinhaltet u. a. Konzerte als Supportband für Panzerballett, Damo Suzuki, Electric Orange sowie für Mani Neumeiers Nebenprojekt Gurumaniax.

## Diskografie
- 2008: Under the Ardent Sun (Demo)
- 2009: A Sun by Rising Set
- 2011: Rakash